# Lambia
Lambia é um género monotípico de algas, pertencente à família Bryopsidaceae. Sua única espécie é: Lambia antarctica.